# Western Union (Five Americans)
Western Union is een single van Five Americans. Het is afkomstig van hun album Western Union/Sound of love. Het nummer is geschreven door drie van de vijf: Mike Rabon, Norm Ezell en John Durrill. Aanleiding tot het lied was dat de gitarist Rabon zat te oefenen op zijn gitaar en daarbij een geluid maakte dat sterk leek op dat van een seinsleutel. Western Union was een telegrafiebedrijf. Het werd naast Zip code, Sound of love, Evol-not love en I see the light een van de vijf succesvolle singles. Niet dat het de groep wat geld opleverde, de inkomsten gingen in eerste instantie naar de baas van het platenlabel Abnak Records.
In 1967 volgden nog versies van The Ventures en van The Searchers. Elvis Presley nam ook een lied op getiteld Western Union, dat nummer is geschreven door Roy Bennett en Sid Tepper.

## Hitnotering
Western Union werd de enige top 20-hit van de Five Americans in de Billboard Hot 100. De twaalf weken notering leidden naar een hoogste notering op 5. In Nederland liepen de verkopen lang niet zo goed. De hitparade van Muziek Expres liet voor één maand, juli 1967, een 18e plaats zien (voor de versie van Five Americans).

### Nederlandse Top 40
In de Top 40 werden de verkoopresultaten van de versies van The Searchers en Five Americans bij elkaar opgeteld.
| Positie: | 36 | 21 | 20 | 19 | 22 | 35 | uit |

### NPO Radio 2 Top 2000
Western Union stond alleen in 1999 in de NPO Radio 2 Top 2000, op plek 1931.